# Daniela Krein
Daniela Krein (Pseudonym: Johannes Langenfeld, * 11. Februar 1897 in Osterfeld bei Oberhausen; † 11. Dezember 1986 in Hattingen) war eine deutsche Ordensschwester und Schriftstellerin.

## Leben
Daniela Krein war als Erzieherin und Pfarrhelferin tätig, ehe sie 1928
der von Theresia Albers gegründeten Schwesterngemeinschaft vom Göttlichen Kinderfreund (später Schwestern zum Zeugnis der Liebe Christi) in Bredenscheid beitrat. Krein widmete sich als Ordensschwester vorwiegend der Betreuung von lernbehinderten Mädchen. Daneben entstand ein umfangreiches schriftstellerisches Werk mit ausgesprochen katholischer Tendenz, das neben Romanen und Erzählungen für Mädchen und Frauen auch Biografien, Theaterstücke sowie Erziehungs- und Lebensratgeber umfasst. Daniela Krein verbrachte ihren Lebensabend im ordenseigenen "Haus Nazareth" in Ittenbach bei Königswinter. Sie wurde am 22. Dezember 1969 mit dem Bundesverdienstkreuz am Bande ausgezeichnet.

## Werke
- Die Überwindung der Furcht, Dülmen 1939
- Zwei Mütter und neun Kinder, Dülmen i.W.
  - 1 (1939)
  - 2. Wenn Kinder fragen, 1940
  - 3. Wir gestalten das Ebenbild Gottes, 1941
- Der Christ in der Bereitschaft für Gott, Kirnach-Villigen 1940
- Die drei Erben vom Haldenhof, Dülmen 1940
- Hingabe, Dülmen in Westfalen 1940
- Die Mädchen und der Krieg, Dülmen 1940
- Freuet euch allezeit, Dülmen 1941
- Lotte Adlers emporbildende Liebe, Dülmen 1941
- Monika, Würzburg 1941
- Schwester Therese und ihre Trabanten, Würzburg 1941
- Sie horchten auf!, Würzburg 1941
- Liebe über Schuld und Leid, Dülmen i. Westf. 1942
- Wenn eine Mutter sich von Gott gesegnet weiß, Freiburg, Schweiz 1942
- Wie erziehe ich meine Kinder?, Freiburg, Schweiz 1942
- Häusliche Religionsstunde, Bonn 1946
- Hoffende Mutter, Bonn 1946
- Mutterwürde, Bonn 1946
- Die fröhliche Magd Gottes, Heidelberg 1947
- Die vier Freundinnen, Bonn
  - 1. Mädchen und Jungmann, 1948
  - 2. Vater und Tochter, 1948
  - 3. Schwester und Bruder, 1948
  - 4. Mutter und Tochter, 1948
- Wigo, Heidelberg 1948
- Der Abt von Amorbach, Heidelberg 1949
- Unverheiratet, aber glücklich!, Bonn 1949
- Ott Heinrich der Priester, Buchen 1951
- Matthias der Zimmermann, Karlsruhe 1952
- Tagebuch einer Frauenärztin, Bodefeld/Sauerland 1952
- Der Treubruch, Limburg 1952
- Viktor zwischen Hiltrud und Erika, Limburg 1952
- Ehe ohne Liebe, Bödefeld (Sauerland) 1953
- Schatten überm Haldenhof, Limburg 1953
- Therese Albers, Limburg 1953
- Frauenärztin Renate, Limburg 1954
- Hedi, was tust du?, Rottenburg/Neckar 1955
- Regina und die Brüder Klang, Limburg 1955
- Chefarzt Dr. Landen, Friedberg b. Augsburg 1956
- Der verwelkte Kranz, Limburg 1956
- Was Jungen und Mädchen fragen, Freiburg/Schweiz [u. a.] 1956
- Zwei Mütter und ihre Kinder, Donauwörth 1956
- Das Blutwunder, Friedberg bei Augsburg 1957
- Konrad Adenauer und seine Familie, Friedberg b. Augsburg 1957
- Glücklich ohne Ehering, Freiburg/Schweiz [u. a.] 1958
- Wenn du gerufen wirst, Friedberg b. Augsburg 1958
- Anekdoten um Konrad Adenauer, Heidelberg 1959
- Flamme der Liebe, Freiburg/Schweiz [u. a.] 1959
- Beate auf Abwegen, Rottenburg/Neckar 1960
- Rosemarie bewährt sich, Buxheim/Allg. 1960
- Warum jeden Sonntag in die Kirche?, Freiburg/Schweiz [u. a.] 1960
- Die Zwillinge und Tante Fritzi, Buxheim 1960
- Die neue Oberin, Kevelaer 1961
- Kinder ohne Klapperstorch, Bödefeld 1962
- Ratgeber für die junge Frau und Mutter, Freiburg/Schweiz [u. a.] 1962
- Wenn wir feiern, Wemding über Donauwörth 1963
- Die Geschichte eines kleinen Fliegers, Buxheim 1964
- Ihr Leben war Liebe, Kevelaer 1964
- Ein Ring hat kein Ende, Buxheim 1964
- Konrad Adenauer nahe gesehen, Freiburg [u. a.] 1968
- Lachende Damenwelt, Wemding 1972
- Rosa, unsere beste Freundin, Wemding 1972
- Schwester-Daniela-Krein-Gedenkbuch, Münster, Westfalen 1990

## Herausgeberschaft
- Kinder-Weihnacht, Wemding 1971